# I Hear Echoes
I Hear Echoes ist ein Jazzalbum von George Cables. Die am 30. Januar und 2. Mai 2024 im Sear Sound Studio in New York City entstandenen Aufnahmen erschienen im selben Jahr auf HighNote Records.

## Hintergrund
Der Pianist George Cables hat seit seinem Album Why Not? (1975) eine Reihe von Alben unter eigenem Namen veröffentlicht (zuvor bereits sechs bei High Note Records), ist dem Publikum aber vielleicht am besten als Sideman bekannt, dessen Beiträge zu einer Reihe klassischer Alben von Musikern wie Freddie Hubbard, Art Pepper, Dexter Gordon, Bobby Hutcherson, Joe Henderson und Woody Shaw das Geschehen stets belebten, notierte Joshua Weiner. I Hear Echoes  wurde zu seinem 80. Geburtstag veröffentlicht; das Album dokumentiert (mit Ausnahme des letzten Titels) Cable in seinem aktuellen Trio mit dem Bassisten Essiet Essiet und dem Schlagzeuger Jerome Jennings. Der Titel des Albums spiegelt seinen runden Geburtstag wider, wie der Pianist in den Liner Notes beschreibt: „Die Echos sind vielleicht die Echos meines Lebens oder der Musik, die ich gehört, gespielt und komponiert habe. Oder es sind vielleicht andere Lieder, die mir im Gedächtnis geblieben sind und die ich schon immer spielen wollte.“

## Titelliste
- George Cables: I Hear Echoes (HighNote Records HCD 7356)[3]

1. Echo of a Scream 6:11
2. Echoes 5:59
3. So Near So Far (Tony Crombie, Bennie Green) 5:15
4. Morning Song 6:03
5. Prelude to a Kiss (Duke Ellington) 7:29
6. Clockwise (Cedar Walton) 6:54
7. Like a Lover (Dori Caymmi/Alan & Marilyn Bergman/Nelson Motta) 5:43
8. You’d Be So Nice to Come Home To (Cole Porter) 5:25
9. Blue Nights 6:14
10. Journey to Agartha (Arcoiris Sandoval) 7:18
11. Peace (Horace Silver) 2:44

Wenn nicht anders vermerkt, stammen die Kompositionen von George Cables.

## Rezeption
Nach Ansicht von Joshua Weiner, der das Album in All About Jazz rezensierte, spielt Cables mit unverminderter Geschicklichkeit und Erfindungsreichtum. Der exzellente Bassist Essiet Essiet und der versierte Schlagzeuger (und Dozent an der Princeton University) Jerome Jennings komplettieren ein Trio, das Cables auf jedem Weg folgen kann, den er wählt, während er dem Nachhall dieser Echos nachjagt. Der Klang der Aufnahme, die von der Toningenieurin Katherine Miller im berühmten Sear Sound in New York City gemacht wurde, verdiene besondere Erwähnung. Er sei gehaltvoll, aber klar, und alles ist perfekt ausgewogen. Wie I Hear Echoes zeigt, habe Cables auch nach 60 Jahren im Jazz noch viel am Piano zu sagen. Das Album verspreche an Musik viel Neues für seine neunte Dekade.
Cables würde eine Mischung aus Eigenkompositionen und bekannten Melodien zaubern, von Duke Ellington, Horace Silver und anderen und  alle in dem hart swingenden, melodisch anspruchsvollen Stil vortragen, den er seit Jahrzehnten auf Alben von Dexter Gordon, Woody Shaw, der All-Star-Band The Cookers und vielen anderen zeige, schrieb Phil Freeman (Ugly Beauty/Stereogum).  Er beweise auch, dass er selbst in seinem Alter noch ein offenes Ohr hat, denn das letzte Trio-Stück des Albums sei „Journey to Agartha“ der jungen New Yorker Pianistin Arcoiris Sandoval, ein energiegeladenes Up-tempo-Stück, das die ganze Band als Gelegenheit betrachtet, aufzustehen und zu tanzen.
Auch Reinhard Köchl, der I Hear Echoes bei Jazz thing vorstellte, lobte das Album uneingeschränkt: „Nach einer Beinamputation 2019 mischt der Edeltechniker wieder voller Energie mit.“ Er habe ein Trioalbum voller überraschender Momente eingespielt. Das Wunderbare dabei se, dass niemals der Verdacht auftauche, ein verdienter Musiker könnte hier womöglich sein Gnadenbrot empfangen. „Stattdessen verfeinert George Cables seinen persönlichen Stil aus Bop, Romantizismen und Funk weiter und schlägt eine belastbare Brücke zwischen der Vergangenheit und der Zukunft des Jazz. Großer Respekt!“